# Tournoi de tennis de New York
Le tournoi de New York (États-Unis) est un tournoi de tennis féminin du circuit professionnel WTA, épisodiquement organisé dans différentes villes de l'État, et masculin du circuit professionnel ATP.
La dernière édition féminine de l'épreuve date de 1991.
Chris Evert s'y est imposée deux fois en simple, en 1973 et 1975.
L'édition masculine a été organisée entre 1969 et 1975.

## Palmarès dames

### Simple
| No | Date       | Nom et lieu du tournoi                            | Catégorie      | Dotation       | Surface         | Vainqueure           | Finaliste        | Score          |                |
| -- | ---------- | ------------------------------------------------- | -------------- | -------------- | --------------- | -------------------- | ---------------- | -------------- | -------------- |
| 1  | 18-05-1968 | Madison Square Garden Pros, New York              |                | NC             | Moquette (int.) | Ann Haydon-Jones     | Billie Jean King | 6-4, 6-4       | Tableau        |
|    | 1959       | Pas de tournoi                                    | Pas de tournoi | Pas de tournoi | Pas de tournoi  | Pas de tournoi       | Pas de tournoi   | Pas de tournoi | Pas de tournoi |
| 2  | 09-02-1970 | Ladies World Invitational, New York               |                | 5 000 $        | Moquette (int.) | Margaret Smith Court | Virginia Wade    | 6-3, 6-3       | Tableau        |
| 3  | 24-03-1971 | Virginia Slims of New York, New York              | VS Tour        | 15 000 $       | Moquette (int.) | Rosie Casals         | Billie Jean King | 6-4, 6-4       | Tableau        |
| 4  | 07-12-1972 | Clean Air Classic, New York                       |                | 15 000 $       | Moquette (int.) | Virginia Wade        | Rosie Casals     | 6-3, 6-3       |                |
| 5  | 26-03-1973 | Lady Gotham Classic, New York                     |                | 30 000 $       | Moquette (int.) | Chris Evert          | Katja Ebbinghaus | 6-0, 6-4       | Tableau        |
|    | 1974       | Pas de tournoi                                    | Pas de tournoi | Pas de tournoi | Pas de tournoi  | Pas de tournoi       | Pas de tournoi   | Pas de tournoi | Pas de tournoi |
| 6  | 18-08-1975 | Medi Quik Classic, Harrison (New York)            |                | 75 000 $       | Terre (ext.)    | Chris Evert          | Virginia Wade    | 6-0, 6-1       | Tableau        |
| 7  | 23-08-1976 | WTA Westchester Invitational, Harrison (New York) |                | 10 000 $       | Terre (ext.)    | Beth Norton          | Ruta Gerulaitis  | 1-6, 7-5, 6-3  |                |
|    | 1977-1984  | Pas de tournoi                                    | Pas de tournoi | Pas de tournoi | Pas de tournoi  | Pas de tournoi       | Pas de tournoi   | Pas de tournoi | Pas de tournoi |
| 8  | 19-08-1985 | Virginia Slims of Central New York, Monticello    |                | 75 000 $       | Dur (ext.)      | Barbara Potter       | Helen Kelesi     | 4-6, 6-3, 6-2  | Tableau        |
|    | 1986-1990  | Pas de tournoi                                    | Pas de tournoi | Pas de tournoi | Pas de tournoi  | Pas de tournoi       | Pas de tournoi   | Pas de tournoi | Pas de tournoi |
| 9  | 22-07-1991 | Westchester Cup, Westchester                      | Tier V         | 100 000 $      | Dur (ext.)      | Isabelle Demongeot   | Lori McNeil      | 6-4, 6-4       | Tableau        |

### Double
| No | Date       | Nom et lieu du tournoi                        | Catégorie      | Dotation       | Surface        | Vainqueures                     | Finalistes                         | Score          |                |
| -- | ---------- | --------------------------------------------- | -------------- | -------------- | -------------- | ------------------------------- | ---------------------------------- | -------------- | -------------- |
| 1  | 18-08-1975 | Medi Quik Classic Harrison (New York)         |                | 75 000 $       | Terre (ext.)   | Chris Evert Martina Navrátilová | Margaret Smith Court Virginia Wade | 7-5, 6-7, 6-4  | Tableau        |
|    | 1976-1984  | Pas de tournoi                                | Pas de tournoi | Pas de tournoi | Pas de tournoi | Pas de tournoi                  | Pas de tournoi                     | Pas de tournoi | Pas de tournoi |
| 2  | 19-08-1985 | Virginia Slims of Central New York Monticello |                | 75 000 $       | Dur (ext.)     | Mercedes Paz Gabriela Sabatini  | Andrea Holíková Kateřina Skronská  | 5-7, 6-4, 6-3  | Tableau        |
|    | 1986-1990  | Pas de tournoi                                | Pas de tournoi | Pas de tournoi | Pas de tournoi | Pas de tournoi                  | Pas de tournoi                     | Pas de tournoi | Pas de tournoi |
| 3  | 22-07-1991 | Westchester Cup Westchester                   | Tier V         | 100 000 $      | Dur (ext.)     | Rosalyn Fairbank Lise Gregory   | Katrina Adams Lori McNeil          | 7-5, 6-4       | Tableau        |

## Palmarès messieurs

### Simple
| No | Date       | Nom et lieu du tournoi | Catégorie | Dotation | Surface         | Vainqueur         | Finaliste      | Score                   |  |
| -- | ---------- | ---------------------- | --------- | -------- | --------------- | ----------------- | -------------- | ----------------------- |  |
| 1  | 24-03-1969 | , New York             |           | NC $     | Moquette (int.) | Andrés Gimeno     | Arthur Ashe    | 6-1, 6-2, 3-6, 6-8, 9-7 |  |
| 2  | 15-02-1971 | , New York             |           | NC $     | NC              | Željko Franulović | Clark Graebner | 6-2, 5-7, 6-4, 7-5      |  |
| 3  | 28-02-1972 | , New York             |           | NC $     | NC              | Stan Smith        | Juan Gisbert   | 4-6, 7-5, 6-4, 6-1      |  |
| 4  | 17-03-1975 | , New York             |           | NC $     | NC              | Vitas Gerulaitis  | Jimmy Connors  | Forfait                 |  |

### Double
| No | Date       | Nom et lieu du tournoi | Catégorie | Dotation | Surface | Vainqueurs                  | Finalistes                 | Score    |  |
| -- | ---------- | ---------------------- | --------- | -------- | ------- | --------------------------- | -------------------------- | -------- |  |
| 1  | 15-02-1971 | , New York             |           | NC $     | NC      | Juan Gisbert Manuel Orantes | Jimmy Connors Haroon Rahim | 7-6, 6-2 |  |